# Endless Damnation
Endless Damnation es el primer demo de la banda Behemoth en 1992, fecha en la que los integrantes de la banda eran sólo adolescentes de 15 años.
- Datos: Q654079